# Плебановка (Шаргородский район)
Плеба́новка (укр. Плебанівка, пол. Plebanówka) — село на Украине, находится в Шаргородском районе Винницкой области.
Код КОАТУУ — 0525386201. Население по переписи 2001 года составляет 1804 человека. Почтовый индекс — 23510. Телефонный код — 4344.
Занимает площадь 30,84 км².

## Религия
В селе действует Свято-Покровский храм Шаргородского благочиния Могилёв-Подольской епархии Украинской православной церкви.

## Адрес местного совета
23510, Винницкая область, Шаргородский р-н, с. Плебановка, ул. Кирова, 23